# 山﨑菜緒
山﨑 菜緒（やまさき なお、1995年4月27日 - ）は、元広島ホームテレビのアナウンサー。広島県広島市出身。

## 略歴
2007年8月6日、小学6年生の時、広島平和記念式典でこども代表として「平和への誓い」を務めた。
広島大学附属高等学校卒業まで広島で育ち、西南学院大学に進学。大学時代は心理学を専攻していた。大学3〜4年時に、ハワイ大学に1年間派遣留学している。ハワイから帰国した翌日にアナウンサースクールに入校した。
2019年、長崎放送にアナウンサーとして入社。平和報道では記者としても取材し自ら編集も行った。
2021年10月に広島ホームテレビに移籍。「HOMEニュース」で広島デビューした。
2024年4月末で広島ホームテレビを退社する。2024年3月29日放送『ピタニュー』が広島ホームテレビでの最後の出演となった。
広島ホームテレビ退社後はアナウンサーを辞め、東京都内のIT企業で広報として働いている。

## 人物
RKBアナウンススクール出身。
資格：英検準1級。
特技：マッサージ。
ゴールデン・レトリーバーを飼っていたことがある。
好きな食べ物はインドカレー。
自作の映画鑑賞ノートを書いている。
天気の良い休日は、よく森に足を運んで過ごす。
長崎放送の後輩の久富美海アナウンサーと退社後も交流がある。

## 過去の出演
長崎放送
- Nスタ プラス長崎
- Pint
- NBCニュース

広島ホームテレビ
- 届け!ひろしま応援歌（2021年10月 - 2023年） - HIPPYと共にMC
- 5up! 金曜コーナー「ググッと。瀬戸内」（2021年 - 2023年） - リポーター
- フロントドア（2021年 - ） - リポーター
- ドキュメント広島（2021年、2022年）ナレーション
  - 仲良しチームが目指すモノ 佐伯高校 女子硬式野球部（2021年12月4日）
  - ズッコケ3人組と反戦の記憶 那須正幹の79年（2022年9月11日）
- HOMEニュース
- デジレアさん（2022年）
- ピタニュー（2023年4月 - 2024年3月29日）月 - 金曜MC
  - 毎週水曜コーナー「やまさきしらべ」も担当
- 地球派宣言 特別番組「瀬戸内海はパラダイス　赤ちゃん魚の可愛い秘密」（2023年2月19日）